# Oldřich Talášek
Plukovník Oldřich Talášek (18. prosince 1909 Lazce – 21. března 1983 Olomouc) byl československý důstojník a odbojář z období druhé světové války.

## Život

### Před druhou světovou válkou
Oldřich Talášek se narodil 18. prosince 1909 v Lazcích u Olomouce v rodině místního pekaře Františka Taláška a jeho manželky Kateřiny, rozené Fialové. Mezi lety 1922 a 1929 vystudoval reálnou školu v Olomouci, poté absolvoval abiturientský kurz při obchodní akademii tamtéž. Prezenční vojenskou službou prošel mezi lety 1931 a 1933 převážně v Rožňavě. Následně se přihlásil k vojenské službě z povolání. Absolvoval Vojenskou akademii v Hranicích, kterou ukončil v roce 1935. Přidělen byl k Cyklistického praporu 2 (Olomouc, následně Frýdek), kde prošel funkcemi velitelů čet.

### Druhá světová válka
Po německé okupaci se Oldřich Talášek zapojil do Obrany národa. Po zatčení dvou jeho bratrů, rovněž příslušníků této organizace, uprchl v roce 1940 přes Balkán z protektorátu a ještě téhož roku vstoupil v Marseille do československé zahraniční armády. Jako příslušník československého Pěšího pluku 1 se zúčastnil bitvy o Francii. Po porážce Francie byl evakuován do Spojeného království, kde do listopadu 1942 sloužil u 1. československé smíšené brigády. Poté byl přeřazen ke Zvláštní skupině D, kde prodělal parašutistický výcvik a stal se jedním ze zakladatelů tohoto typu československého vojska. V červenci 1944 byl odeslán do Sovětského svazu a v září téhož roku přidělen ke 2. československé paradesantní brigádě v SSSR, se kterou se účastnil bojů na přístupech k Dukle a později vysazen na území Slovenského státu, kde bojoval na straně Slovenského národního povstání. Dne 1. prosince 1944 padl v Hornej Lehotě do zajetí Hlinkovy gardy a byl předán gestapu. Osvobození se dožil v zajateckém táboře v Kaisersteibruchu u Vídně.

### Po druhé světové válce
Po skončení druhé světové války se Oldřich Talášek vrátil do služeb Československé armády. Byl padegogem ve Vojenské akademii v Hranicích, následně velitelem pěšího praporu v Zákupech. Jako nepohodlný byl v roce 1951 propuštěn a musel se živit v dělnických profesích. Zemřel 21. března 1983 v Olomouci.

## Rodina
Oldřich Talášek pocházel z jedenácti sourozenců. Jeho bratři Vladimír Talášek a Jaroslav Talášek se rovněž zapojili do protinacistického odboje. Vladimír byl za práci pro Obranu národa zatčen a v roce 1942 popraven v Berlíně.  Jaroslav byl rovněž vězněn, ale práce pro Obranu národa mu nebyla zcela prokázána a válku přežil. Následně byl vězněn i komunistickým režimem.

## Posmrtná ocenění
- Oldřich Talášek byl rehabilitován v roce 1989
- Oldřichu Taláškovi byl v roce 2012 společně s bratry Oldřichem a Vladimírem udělen in memoriam Kříž obrany státu